# Campionati europei cadetti di scherma 2008
I Campionati europei cadetti di scherma del 2008 ("2008 European Cadets Fencing Championships") sono stati organizzati dalla Confederazione europea di scherma e si sono svolti a Rovigo in Italia, dal 4 al 9 marzo 2008.
Nel fioretto, si sono aggiudicati i titoli dei campionati europei l'italiano Michele Di Francisca, che ha battuto in finale il polacco Maciej Włosek, e l'italiana Olga Rachele Calissi che ha avuto la meglio sulla connazionale Stefania Straniero.
Nella spada il finlandese Teemu Seeve ha battuto in finale l'elvetico Laurent Clenin, ottenendo il titolo europeo cadetti maschile, mentre tra le donne l'estone Erika Kirpu ha superato la connazionale Julia Beljajeva.
Nella sciabola il magiaro Nikolász Iliász è prevalso sul rumeno Matyas Szabo, mentre l'italiana Caterina Navarria ha battuto la magiara Kata Várhelyi.
Nei campionati europei cadetti a squadre maschili, la nazionale italiana ha prevalso nella finale del fioretto contro la Germania, mentre la nazionale francese ha vinto nella spada contro la formazione ceca, ed infine la nazionale italiana ha avuto la meglio sulla compagine magiara nella sciabola.
Nei campionati europei cadetti a squadre femminili, la nazionale italiana ha prevalso nella finale del fioretto contro la Francia, l'Italia ha vinto nella spada contro la compagine russa, ed infine la formazione russa ha avuto la meglio sulla nazionale polacca nella sciabola.

## Podi

### Uomini
| Specialità  | Oro                                                                    | Argento                                                                      | Bronzo                                                                      |
| Individuali |                                                                        |                                                                              |                                                                             |
| Fioretto    | Michele Di Francisca                                                   | Maciej Włosek                                                                | James Davis Daniele Garozzo                                                 |
| Spada       | Teemu Seeve                                                            | Laurent Clenin                                                               | Erwan Fonson Wojciech Sworowski                                             |
| Sciabola    | Nikolász Iliász                                                        | Matyas Szabo                                                                 | Efim Gofman Maximiliam Kindler                                              |
| A squadre   |                                                                        |                                                                              |                                                                             |
| Fioretto    | Italia Marco De Pieri Michele Di Francisca Daniele Garozzo Simone Mino | Germania Frederic Fark Florian Hein Moritz Kröplin Lucas Tatusch             | Francia Clement Bassez Geoffrey Bassez Enzo Lefort Cedrik Serri             |
| Spada       | Francia Erwan Fonson Daniel Jerent Quentin Langlet Sylvain Maya        | Rep. Ceca Michal Čupr Adam Klsák Richard Pokorný Martin Zyka                 | Ungheria Szabolcs Jozsef Böjte Mátyás File Levente-Tamás Györgyi Dávid Suto |
| Sciabola    | Italia Niccolò Marinari Riccardo Nuccio Tommaso Saviozzi Stefano Scepi | Ungheria Kristóf Alkonyi Nikolász Iliász Sebestyén Puy Ágoston Soproni-Szabó | Russia Maksim Balok Efim Gofman Aleksandr Karpukin Il'ja Motorin            |

### Donne
| Specialità  | Oro                                                                        | Argento                                                                   | Bronzo                                                                 |
| Individuali |                                                                            |                                                                           |                                                                        |
| Fioretto    | Olga Rachele Calissi                                                       | Stefania Straniero                                                        | Veronika Lavrenova Irina Elesina                                       |
| Spada       | Erika Kirpu                                                                | Julia Beljajeva                                                           | Cheryl Jahn Brenda Briasco                                             |
| Sciabola    | Caterina Navarria                                                          | Kata Várhelyi                                                             | Anna Várhelyi Marta Puda                                               |
| A squadre   |                                                                            |                                                                           |                                                                        |
| Fioretto    | Italia Olga Rachele Calissi Stefania Straniero Alice Volpi Ilaria Cariello | Francia Solene Bergeretti Anita Blaze Clarisse Luminet Ysaora Thibus      | Russia Irina Elesina Maya Kokoulina Veronika Lavrenova Alime Rashidova |
| Spada       | Italia Brenda Briasco Rossella Fiamingo Giulia Guerra Martina Maggio       | Russia Polina Evsjukova Maja Gučmazova Violetta Kolobova Valentina Lušina | Estonia Julia Beljajeva Viktoria Joe Erika Kirpu Viktoria Nikolajeva   |
| Sciabola    | Russia Dar'ja Borovkova Ksenija Ivanova Alina Ozolina Aleksandra Šatalova  | Polonia Martyna Komisarczyk Magdalena Pasternak Marta Puda Katarzyna Rak  | Ungheria Szabina Mátyás Bettina Nyiro Anna Várhelyi Kata Várhelyi      |